# رباط مشعب
الرباط المُنْشَعِب (العقبي النردي الداخلي، الرباط بين العظمي) (بالإنجليزية:  bifurcated ligament or internal calcaneocuboid or interosseous ligament)‏
هو رباط قوي يرتكز في الخلف على تجويف عميق يوجد على السطح العلوي لعظم العقب ويُقسم في الأمام (على شكل حرف Y) إلى جزء عقبي نردي وعقبي زورقي.
الرباط العقبي النردي يتثبّت إلى الجانب الوسطي من العظم النردي (المكعبي) ويشكل أحد الأربطة الأساسية (الرئيسية) بين عظام الصف الأول وعظام الصف الثاني من رصغ القدم.
الرباط العقبي الزورقي يرتكز على السطح الجانبي من العظم الزورقي.
من الشائع أن يصاب هذا الرباط في حالات الانقلاب الداخلي «التوائي النمط» للكاحل مما يسبب كسرا قلعيا على الزائدة الأمامية الجانبية من العقب.